# Simptomatsko lečenje
Simptomatsko lečenje, potporna nega, podržavajuća terapija ili palijativni tretman je svaka medicinska terapija bolesti koja utiče samo na njene simptome, a ne na osnovni uzrok. Obično je usmerena na smanjenje znakova i simptoma radi udobnosti i dobrobiti pacijenta, ali može biti korisna i za smanjenje organskih posledica i posledica ovih znakova i simptoma bolesti. Kod mnogih bolesti, čak i kod onih čija je etiologija poznata (npr. većina virusnih bolesti, kao što su grip i groznica Rift doline), simptomatsko lečenje je jedini do sada dostupan tretman. Za više detalja pogledajte potpornu terapiju. Za stanja kao što su rak, artritis, neuropatija, tendinopatija i povrede, može biti korisno razlikovati tretmane koji su podržavajući/palijativni i ne mogu da promene prirodnu istoriju bolesti (tretmani koji modifikuju bolest).

## Primeri
Primeri simptomatskog lečenja:
- Analgetici, za smanjenje bolova
- Anti-inflamatorni agensi, za upale izazvane artritisom
- Antitusici, protiv kašlja
- Antihistaminici (poznati i kao antihistaminici), za alergije
- Antipiretici, za groznicu
- Klizma za konstipaciju
- Tretmani koji smanjuju neželjene efekte lekova[1]